# Hans Ljungberg
Hans Bertil Ljungberg (Estocolmo, Suecia, 26 de marzo de 1948 - Gränna, Suecia, 31 de julio de 2020) fue un nadador especializado en pruebas de estilo combinado. Fue medalla de plata en 200 metros estilos durante el Campeonato Europeo de Natación de 1970.
Representó a Suecia en los Juegos Olímpicos de México 1968 y Munich 1972.

## Palmarés internacional
| Campeonato Europeo de Natación | Campeonato Europeo de Natación | Campeonato Europeo de Natación | Campeonato Europeo de Natación |
| Año                            | Lugar                          | Medalla                        | Prueba                         |
| ------------------------------ | ------------------------------ | ------------------------------ | ------------------------------ |
| 1970                           | Barcelona ( España)            | Medalla de bronce              | 200 m estilos                  |